# Władisław Aczałow
Władisław Aleksiejewicz Aczałow, ros. Владислав Алексеевич Ачалов; (ur. 13 listopada 1945 w Atamaszu, zm. 23 czerwca 2011 w Moskwie) – radziecki i rosyjski oficer służący w wojskach pancernych i powietrznodesantowych, w latach 1989−1990 dowódca wojsk powietrznodesantowych.

## Życiorys
W 1966 roku ukończył Kazańską Uczelnię Czołgową Armii Czerwonej im. Rady Najwyższej Tatarskiej ASRR. Służbę w siłach zbrojnych rozpoczął jako dowódca plutonu czołgów, później dowodził kompanią czołgów ciężkich. 
W 1973, po ukończeniu Wojskowej Akademii Wojsk Pancernych im. Marszałka Związku Radzieckiego R.J. Malinowskiego, został mianowany zastępcą dowódcy, a w 1974 roku dowódcą pułku artylerii w 44 Dywizji Powietrznodesantowej. Od 1975 do 1977 roku był dowódcą gwardyjskiego pułku wojsk powietrznodesantowych, a następnie do 1978 roku zastępcą dowódcy 98 Gwardyjskiej Dywizji Powietrznodesantowej i do 1982 roku dowódcą 7 Dywizji Powietrznodesantowej.
W 1981 roku, w ramach planowanej wówczas przez konserwatywne kręgi radzieckich władz akcji pacyfikacyjnej Polski, miał dokonać desantu w Warszawie, jako dowódca stacjonującej w Kownie 7 Dywizji Powietrznodesantowej. W lutym 1981 roku przybył do Warszawy na rekonesans, a we wrześniu jego oddział brał udział w manewrach „Zapad-81”, podczas których ćwiczono m.in. masowy desant na tyły wroga.
Po ukończeniu ze złotym medalem Wojskowej Akademii Sztabu Generalnego Sił Zbrojnych ZSRR im. Klimenta Woroszyłowa w Moskwie, w 1984 roku został mianowany pierwszym zastępcą dowódcy 2 Gwardyjskiej Armii Pancernej, a rok później dowódcą 8 Gwardyjskiej Armii. Od 1987 do 1989 roku był szefem sztabu i pierwszym zastępcą dowódcy oraz członkiem Rady Wojskowej Leningradzkiego Okręgu Wojskowego.
Od stycznia 1989 do grudnia 1990 roku sprawował funkcję dowódcy wojsk powietrznodesantowych, a od grudnia 1990 do sierpnia 1991 roku był wiceministrem obrony ZSRR i członkiem Rady Najwyższej RFSRR w latach 1990–1993.
W sierpniu 1991 roku znalazł się wśród organizatorów i uczestników puczu Janajewa; opracowywał plany ataku na parlament Federacji Rosyjskiej. W październiku 1993 roku, podczas kryzysu konstytucyjnego, opowiedział się po stronie wiceprezydenta Aleksandra Ruckoja i parlamentu, za co otrzymał nominację na ministra obrony Rosji. Po zdławieniu przez wojska Jelcyna próby zamachu został aresztowany, ale zwolniono go na mocy amnestii w lutym 1994 roku.
W 2003 roku zajmował się szkoleniem irackich żołnierzy w ramach przygotowań do odparcia amerykańskiej inwazji, a także został przewodniczącym Centralnej Rady Wszechrosyjskiego Związku Organizacji Pozarządowych Weteranów Wojsk Powietrznodesantowych „Unia Spadochroniarzy Rosji”.
W 2010 i 2011 roku, jako przewodniczący związku weteranów, sprzeciwił się planom reformy armii, którą zainicjował minister obrony Anatolij Sierdiukow.
Zmarł 23 czerwca 2011 r. w szpitalu w Moskwie i został pochowany na tamtejszym Cmentarzu Trojekurowskim.

## Odznaczenia
- Order Rewolucji Październikowej
- Order Czerwonej Gwiazdy
- Order „Za służbę Ojczyźnie w Siłach Zbrojnych ZSRR” I klasy
- Order „Za służbę Ojczyźnie w Siłach Zbrojnych ZSRR” II klasy
- Order „Za służbę Ojczyźnie w Siłach Zbrojnych ZSRR” III klasy

I medale.